# 木俣守安
木俣 守安（きまた もりやす）は、安土桃山時代から江戸時代前期にかけての武将。彦根藩筆頭家老、木俣家第2代当主。父は狩野主膳。母は新野親矩の娘。養父は木俣守勝。

## 略歴
天正14年（1586年）、小田原北条氏の家臣・狩野主膳の子として生まれる。
天正18年（1590年）の小田原征伐の後に叔母の夫・木俣守勝を頼り、その養子となる。慶長15年（1610年）、養父守勝の死去により、家督と知行4000石を相続。彦根藩藩主・井伊直継、直孝、直澄に仕える。
慶長19年（1614年）、大坂冬の陣に出陣して井伊勢の先鋒を務めるが、真田丸の戦いで負傷して夏の陣は不参加となる。元和元年（1615年）、家老となる。寛永20年（1643年）、朝鮮通信使の供応にあたる。万治2年（1659年）、藩主・井伊直澄の家督相続の御礼言上の際に、江戸城で江戸幕府4代将軍・徳川家綱に拝謁する。
寛文元年（1661年）に隠居して、家督を嫡男の守明に譲る。
寛文13年（1673年）3月10日、死去。享年88。

## 逸話
- 養父である木俣守勝の死後、藩主・井伊直継は守安を登用せずに鈴木重好と椋原正直を後任の家老とした（ただし、当時の彦根藩井伊家の家老の人事は徳川家康が任じることになっており、手続上は直継が両名を推挙したのを家康が承認し、駿府年寄（駿府城の家康付の老中）の命令の形で彦根藩に伝えられた）。これに対して守安を推していた直継の異母弟・直孝は激しく反発する書状を残している。また、駿府年寄の1人であった安藤直次も守安に書状を送って忍耐を求めるとともに直継に誤りがあれば自分達に知らせるように指示している[1]。その後、直継が上野安中に移されて、直孝が彦根藩主になると守安が家老に起用された。